# Skënder Gjinushi
Skënder Gjinushi (skəndɛɾ ɟinuʃi; Vlora, 1949. december 24. –) albán matematikus, politikus.
1972 után a Tiranai Egyetemen tanított matematikát, fő kutatási területei a matematikai analízis és a topológia. 1987-től 1991-ig Albánia utolsó kommunista kormányainak oktatásügyi minisztere volt, a rendszerváltást követően 1991-től 2009-ig az Albán Szociáldemokrata Párt színeiben politizált, huzamosabb ideig annak elnökeként. 1997-től 2001-ig az albán nemzetgyűlés elnöki tisztét látta el, 2001–2002-ben miniszterelnök-helyettes és szociális miniszter volt. 2019 óta az Albán Tudományos Akadémia elnöke.

## Életútja
Gjinushi a dél-albániai Vlora városában született. Alapiskolái elvégzése után 1963 és 1967 között a tiranai Petro Nini Luarasi Középiskola diákja volt. 1967-ben beiratkozott a Tiranai Egyetemre, amelyet 1972-ben végzett el matematikusi diplomával. 1972-től tanársegédként a Tiranai Egyetem természettudományi karának oktatója volt, 1973-tól 1977-ig Franciaországban, a párizsi Pierre és Marie Curie Egyetemen posztgraduális képzésen vett részt, amelyet kitűnő eredménnyel, doktori címmel zárt le. Hazatérését követően 1977-től a Tiranai Egyetem speciális matematikai tanszékén folytatta az oktatómunkát, 1986-tól docensi, 1988-tól egyetemi tanári címmel. 1978-ban megvédte kandidátusi disszertációját, 1983-ban pedig megszerezte a matematikai tudományok doktora címet.
1987-ben az albán nemzetgyűlés képviselője lett, egyúttal 1987. február 20-ától 1991. február 21-éig Adil Çarçani kormányaiban, a kommunista korszak utolsó kabinetjeiben vezette az oktatásügyi tárcát. 1990 és 1991 során Ramiz Alia pártfőtitkár tanácsadójaként, a tüntető diákokkal tárgyaló kormányküldöttség tagjaként alakító részese volt a békés politikai átmenetnek. 1991 márciusától júniusáig a Tiranai Egyetem topológiai és funkcionálanalitikai tanszékének vezetője volt. 1991-ben részt vett az Albán Szociáldemokrata Párt megalakításában, amelyet hivatalosan 1992. április 23-án jegyeztek be, és amelynek 1991-től 1996-ig Gjinushi volt az első elnöke. 1992-től 2009-ig ismét nemzetgyűlési képviselő volt, 1997. július 23-a és 2001. május 14-e között az albán nemzetgyűlés elnöki tisztét töltötte be. Emellett elnökként irányította az Interparlamentáris Iroda és a Frankofón Parlamenti Csoport tevékenységét. 2001. szeptember 6-ától 2002. július 25-éig Ilir Meta, majd Pandeli Majko kormányainak miniszterelnök-helyettese, munkaügyi és szociális minisztere volt. 2004 novemberében ismét az Albán Szociáldemokrata Párt elnökévé választották. 2009-ben visszavonult a politikai élettől, pártelnöki tisztségéről és nemzetgyűlési mandátumáról egyaránt lemondott.
Matematikusként Gjinushi elsősorban matematikai analízissel, elsősorban funkcionálanalízissel, valamint topológiával, matematikai logikával és számelméleti kérdésekkel foglalkozik. 1977-től 1996-ig tagja és elnöke volt a Funkcionálanalitikai és Topológiai Kutatócsoportnak, 1989 óta az Albán Tudományos Akadémia levelező tagja, 2019-től a tudományos testület elnöke.

## Főbb művei
- Skënder Gjinushi: Analiza funksionale I–II. (’A funkcionálanalízis I–II.’). Tiranë: Universiteti i Tiranës. 1984.   209 + 368 o.
- Skënder Gjinushi: Topologjia e përgjithshme (’Az általános topológia’). Tiranë: Universiteti i Tiranës. 1984.   261 o.
- Skënder Gjinushi: Problema të topologjisë së përgjithshme (’Az általános topológia problémái’). Tiranë: Universiteti i Tiranës. 1987.   161 o.
- Skënder Gjinushi: Elemente të logjikës matematike (’A matematikai logika alkotóelemei’). Tiranë: Universiteti i Tiranës “Enver Hoxha”. 1987.   120 o.
- Skënder Gjinushi: Elemente të topologjisë të përgjithshme (’Az általános topológia alkotóelemei’). Tiranë: Shtëpia Botuese e Librit Shkollor. 1988.   130 o.